# タンパク質

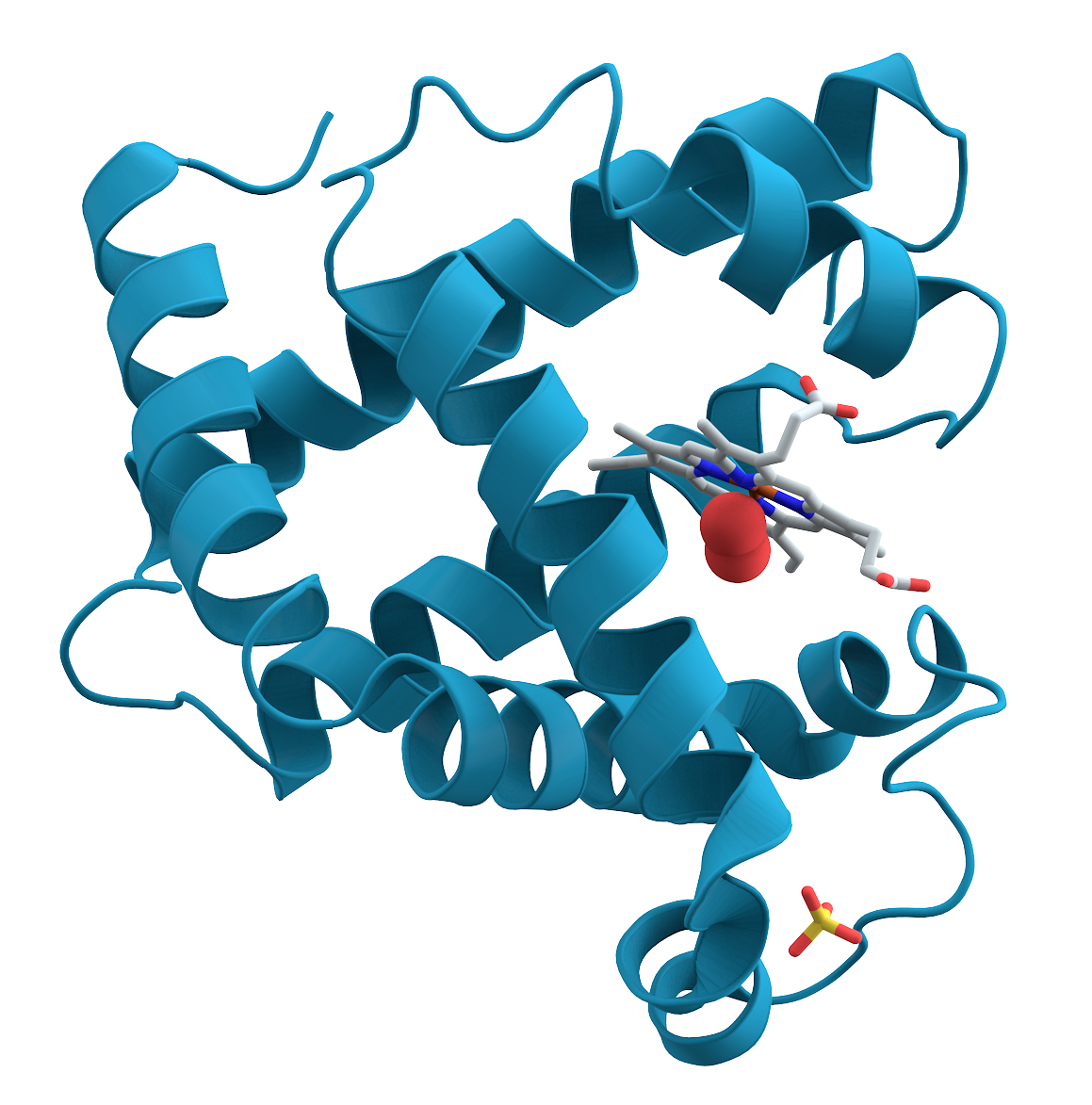
ミオグロビンの3D構造。αヘリックスをカラー化している。このタンパク質はX線回折によって初めてその構造が解明された。

タンパク質（タンパクしつ、蛋白質、英: protein [ˈproʊtiːn]、独: Protein [proteˈiːn/protain]）とはアミノ酸が鎖状に多数連結（重合）してできた高分子化合物。生物の重要な構成成分のひとつである。
構成するアミノ酸の数や種類、また結合の順序によって種類が異なり、分子量約4000前後のものから、数千万から数億単位になるウイルスタンパク質まで多くの種類が存在する。
タンパク質のうち、連結したアミノ酸の個数が少ないものをペプチド、ペプチドが直線状に連なったものをポリペプチドと呼びわけることも多いが、明確な基準は無い。
タンパク質は、炭水化物、脂質とともに三大栄養素と呼ばれ、各々の英単語の頭文字を取って「PFC」とも呼ばれる。タンパク質は筋肉や骨、皮膚などをつくる役割も果たしている。

## 名称
ドイツ語: Protein、英語: protein、フランス語: protéine [prɔtein]、スペイン語: proteína はギリシア語で「第一の」を意味する prōteîos から採られた。1838年にオランダの化学者ヨハンネス・ムルデルが、スウェーデンの化学者イェンス・ベルセリウスから助言を受け、窒素を非常に多く含む生物の基本要素と考えてこの名称をつけた。
「蛋白質」の「蛋」とは卵のことを指し、卵白（蛋白）がタンパク質を主成分とすることによる。これは Protein がドイツ語でまた Eiweiß（卵白）とも訳され、これが日本語に直訳されたと考えられる。
「蛋」という漢字は、例えば皮蛋のように中国ではよく使われる字であるが、日本ではあまり普及していない。そのため栄養学者の川島四郎が「蛋白質」では分かりにくいとして「卵白質」という語を使用したが、一般的に利用されるにはいたらなかった。
現在では、栄養学分野では平仮名の「たんぱく質」、生物学では片仮名の「タンパク質」が使われる傾向にある。

## 構造
タンパク質は以下のような階層構造をもつ。
- 一次構造 - アミノ酸配列
- 二次構造 - αヘリックス、βシート、ランダム構造
- 三次構造 - タンパク質全体の構造
- 四次構造 - 多量体

また、アミノ酸のみで構成された種類は単純タンパク質と言い、構成成分にアミノ酸以外のものが含まれる場合は複合タンパク質と呼ばれる。

### アミノ酸
食物として摂取したタンパク質は消化の過程でアミノ酸にまで分解され吸収され、体内で再びタンパク質へ構成される。このタンパク質を作る基本物質であるアミノ酸は、炭素元素を中心に水溶液中でプラスに荷電するアミノ基とマイナスに荷電するカルボキシ基を持ち、残り2箇所に水素と側鎖と呼ばれる分子構造を持つ。タンパク質をつくるアミノ酸は20種類あるが、これらの差は側鎖の形状の違いで分けられる。

### 一次構造
タンパク質はアミノ酸のポリマーである。その基本的な構造は2つのアミノ酸の一方のカルボキシ基 (−COOH) と他方のアミノ基 (−NH2) が水分子を1つ放出する脱水縮合（ペプチド結合）を起こして酸アミド結合 (−CO−NH−) を形成することでできる鎖状である。また、システイン残基がしばしばジスルフィド結合 (S−S) の架橋構造をつくることもある。このポリマーの末端の結合していない部分は、アミノ基側をN末端、カルボキシ基側をC末端とよぶ。この時、一列のアミノ酸の脇には側鎖が並ぶ事になり、この配列の数や順序を指してタンパク質の一次構造とよぶ。
アミノ酸の配列は、遺伝子の本体である物質・DNAの塩基配列により決定される（3個のヌクレオチドにより、1つのアミノ酸が指定される）。ペプチド結合してタンパク質の構成成分となった単位アミノ酸部分 (−NH−CH(−R)−CO−) をアミノ酸残基と呼ぶ。それぞれの残基は、側鎖置換基 R の違いによって異なる性質をもつ。

### 二次構造
鎖状のポリペプチドは、それだけではタンパク質の機能を持たない。一次構造で並んだ側鎖が相互作用で結びつき、ポリペプチドには決まった2種類の方法で結びついた箇所が生じる。1つはαヘリックス（螺旋構造）と呼ばれ、あるアミノ酸残基の酸素と、4つ離れた残基の水素の結びつきを基礎に、同じ事が順次起こってポリペプチドにらせん構造をつくる。もう1つのβシートとは、ポリペプチドの一部が折り畳まれ、それぞれの水素と酸素残基が結合してつくるシート状の構造である。これらは二次構造と呼ばれる。水素結合やファンデルワールス力などによるこの畳み込みはフォールディング (folding) とも呼ばれる。結合エネルギーが比較的低いため、簡単な処理によって構造を変性させやすい。

### 三次構造

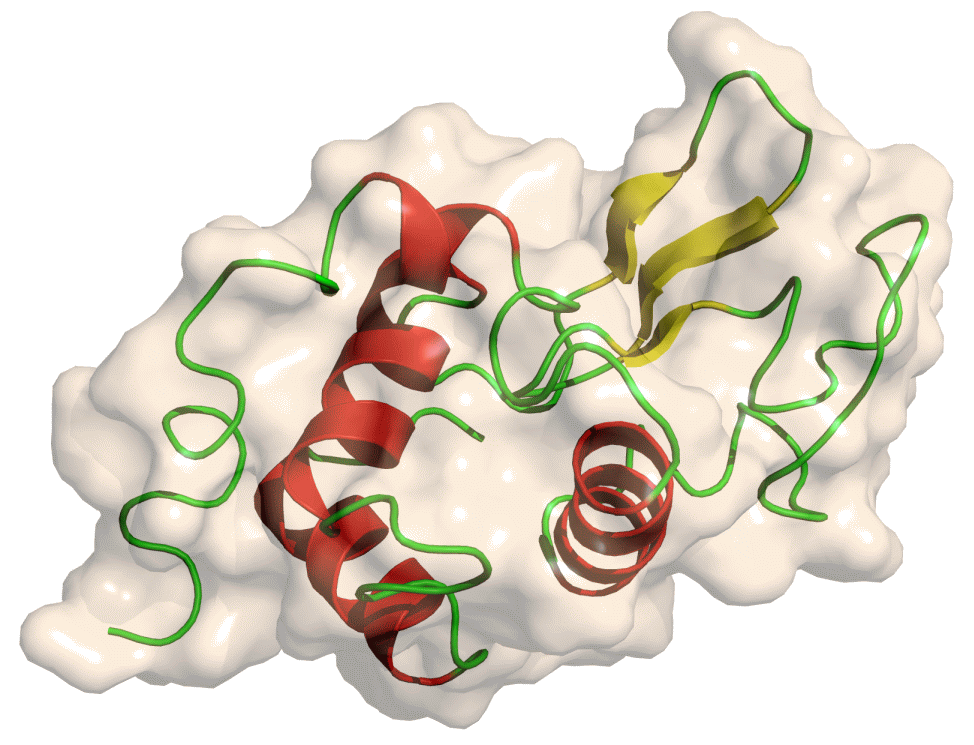
リゾチームのリボンモデル。αヘリックスが赤、βシートは黄色で表される。

タンパク質はαヘリックスやβシートといった二次構造の特定の組み合わせが局部的に集合し形成されたαヘアピンやβヘアピンなどの超二次構造と呼ばれる単位ができて核に纏まったドメインをとり、タンパク質全体としての三次構造をとる。これは立体的に見てまとまった領域である。三次構造は側鎖間の相互作用によって安定する。特殊な塩基間の水素結合やシステイン残基間のジスルフィド結合、静電引力などが安定化に寄与するが、特に疎水結合が大きく影響する。そのため有機溶媒や界面活性剤などで疎水結合を切ると三次構造が壊れ、タンパク質の変性が起こりやすい。三次構造の立体を図案化し描かれたものは「リボンモデル」と言う。

### 四次構造

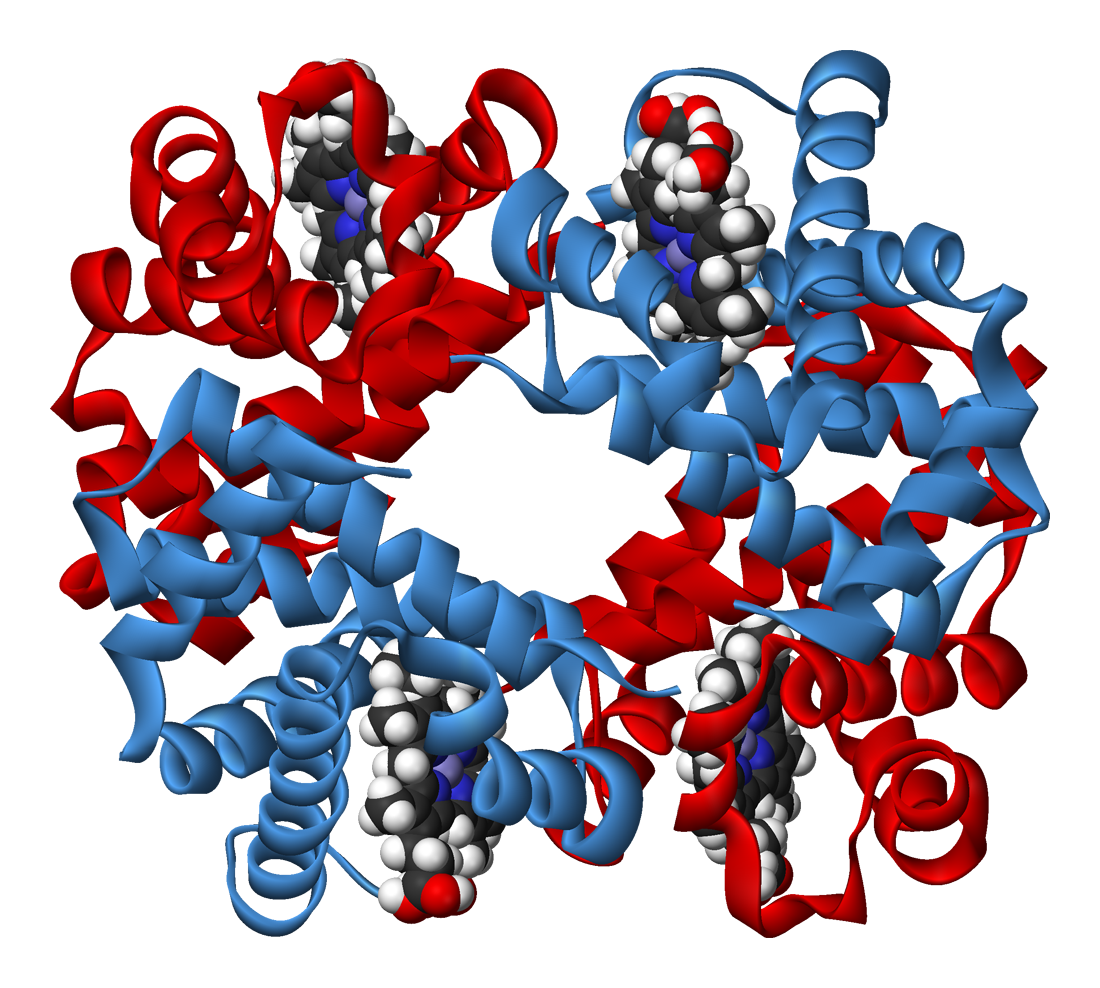
ヘモグロビンのリボンモデル。2種2個ずつのグロビンサブユニットが計4つ集まり、四次構造を作っている。

タンパク質の中には複数（場合によっては複数種）のポリペプチド鎖が非共有結合でまとまって複合体（会合体）を形成しているものがあり、このような関係を四次構造と呼ぶ。各ポリペプチド鎖はモノマーまたはサブユニットと呼ばれ、複合体はオリゴマーと言う。各サブユニットには疎水結合や水素結合またはイオン結合が広い領域に多数存在し相補的に働くために方向性があるため、サブユニットは全体で特定の空間配置（コンホメーション）を取る。例えば、ヒトの赤血球に含まれ酸素を運ぶヘモグロビンは、α・β2種類のグロビンというサブユニットがそれぞれ2つずつ結びつく四次構造を持ったタンパク質の一種である。

### 一次構造と高次構造の関係
タンパク質の立体構造は、そのアミノ酸配列（一次構造）により決定されていると考えられている（Anfinsenのドグマ）。また、二次以上の高次構造は、いずれも一次構造で決定されるアミノ酸配列を反映している。例えば Glu、Ala、Leu が連続するとαヘリックス構造をとりやすい。Ile、Val、Metはβシート構造をとりやすい。また各構造の継ぎ目の鋭角なターンの部分には Gly、Pro、Asn が置かれる、などの例がある。さらに、疎水性アミノ酸残基同士は引き合い（疎水結合）、Cys 同士はジスルフィド結合を形成して高次構造を安定化させる。

### プロテオーム
生体のタンパク質を構成するアミノ酸は20種類あるが、それが3つ連結したペプチドだけでも約203=8000通りの組み合わせがあり得る。タンパク質については、その種類は数千万種と言われる。生物の遺伝子（ゲノム）から作られるタンパク質ひとそろいのセットは、プロテオームと呼ばれるが、ヒトゲノムの塩基配列解読が終わった今、プロテオームの解析（プロテオミクス）が盛んに進められている。

### タンパク質の構造と機能
タンパク質の機能は上記の三次構造・四次構造（立体構造）によって決定される。これは、同じアミノ酸の配列からなるタンパク質でも、立体構造（畳まれ方）によって機能が変わるということである。たとえばBSEの原因となるプリオンは、正常なプリオンとは立体構造が違うだけである。なお、多くのタンパク質では、熱や圧力を加えたり、溶液の pH 値を変える、変性剤を加えるなどの操作により二次以上の高次構造が変化し、その機能（活性）を失う。これをタンパク質の変性という。変性したタンパク質においては、疎水結合、水素結合、イオン結合の多くが破壊され、全体にランダムな構造が増加したペプチド鎖の緩んだ状態になることが知られている。タンパク質の変性は、かつて不可逆な過程であると考えられてきたが、現在では多くのタンパク質において、変性は可逆的な過程である事が確認されている。なお、変性したタンパク質を元の高次構造に戻す操作をタンパク質の再生という。タンパク質の再生は、原理としては、畳み込まれたペプチド鎖を一旦完全にほどき、数時間かけてゆっくりと畳み込むよう条件を細かく調整・変化させることで行われている。

### タンパク質の折り畳み
特定のアミノ酸配列に対して、存在しうる安定な高次構造が複数存在するにもかかわらず、生体内では特定の遺伝子から特定の機能を持つ高次構造をとったタンパク質が合成できるかは、必ずしも明らかではない。クリスチャン・アンフィンセンの実験などで判明した多くのタンパク質が変性した後にもその高次構造の再生が可能なことから、一次構造それ自体が、高次構造のかなりの部分を決めていることは疑いがなく、これは「アンフィンセンのドグマ」と呼ばれる。しかし、先のタンパク質の再生は数時間かかる操作（実際には、二次構造の畳み込みはかなり迅速に起こっていて、三次構造の確定に時間がかかるらしい）であるのに対し、生体内でのタンパク質の合成は数十秒から一分で完了する。さらに、発見された「アンフィンセンのドグマ」に反する事例からも、タンパク質分子を高速に畳み込み、正しい高次構造へと導く因子の存在が考えられている（例：タンパク質ジスルフィドイソメラーゼ、プロリンシストランスイソメラーゼ、分子シャペロン）。また、生体内では間違った立体構造をしているタンパク質はそのタンパク質のLysのアミノ基にポリユビキチンが共有結合で結合した後に、プロテアソームによって分解される。
タンパク質は周囲の環境の変化によりその高次構造を変化させ、その機能を変えることができる。タンパク質である酵素は、その触媒する反応の速度を条件に応じて変化させることができる。

### 立体構造の決定
上記のようなタンパク質の高次構造は、X線結晶構造解析、NMR（核磁気共鳴）、電子顕微鏡などによって測定されている。また、タンパク質構造予測による理論的推定なども行われている。タンパク質の立体構造と機能は密接な関係を持つことから、それぞれのタンパク質の立体構造の解明は、その機能を解明するために重要である。いずれ、ほしい機能にあわせてタンパク質の立体構造を設計し、合成できるようになるだろうと考えられている。
これまでの研究により構造が解明されたタンパク質については、蛋白質構造データバンクによりデータの管理が行われており、研究者のみならず一般の人でもそのデータを自由に利用、閲覧できる。

## 物性

### 熱力学的安定性
タンパク質は、それぞれのアミノ酸配列に固有の立体構造を自発的に形成する。このことから、タンパク質の天然状態は熱力学的な最安定状態（最も自由エネルギーが低い状態）であると考えられている（アンフィンセンのドグマ）。
タンパク質の立体構造安定性は天然状態と変性状態の自由エネルギーの差 {\displaystyle \Delta G_{\rm {d}}}（変性自由エネルギー）で決まる。なお、温度依存性を議論する場合には、安定性の指標として {\displaystyle exp(-\Delta G_{\rm {d}}/kT)} が用いられることもある。通常、タンパク質の安定性は、温度、圧力、溶媒条件等に依存する。従って、それらの条件をある程度変化させると、タンパク質は変性する。
タンパク質の安定性を決める要因として、ファン・デル・ワールス相互作用、疎水性相互作用、水素結合、イオン結合、鎖エントロピー、ジスルフィド結合などがある。これらの寄与の大きさは、温度等により変わる。
多くのタンパク質は、室温近傍で数十 kJ/mol 程度の{\displaystyle \Delta G_{\rm {d}}}をとる。この非常に小さな{\displaystyle \Delta G_{\rm {d}}}は変性状態に対して天然状態が絶妙なバランスで安定であることを示しており、この性質は限界安定性 (marginal stability) と呼ばれている。
温度が変化すると、変性エンタルピー{\displaystyle \Delta H_{\rm {d}}}や変性エントロピー{\displaystyle \Delta S_{\rm {d}}}は急激に変化するが、それらの変化の大部分は相殺して {\displaystyle \Delta G_{\rm {d}}} に寄与しない（エンタルピー・エントロピー相殺）。変性熱容量変化{\displaystyle \Delta C_{p,{\rm {d}}}}は正の値を持ち、タンパク質内部のアミノ酸残基（疎水性アミノ酸が多い）の水和に伴う水和水の熱容量変化によるものであると考えられている。

### モルテン・グロビュール状態
タンパク質はその変性の途中で、二次構造はあまり変化しないのに三次構造が壊れた状態を取ることがある。これをモルテン・グロビュール状態 (molten globule state) とよぶ。この状態は高塩濃度下かつ低pHの条件で安定に存在することがあり、タンパク質の折り畳みの初期過程を反映したものであると考えられている。

### 熱変性・低温変性
タンパク質は高温になると変性する。これは熱変性と呼ばれる。加熱するとタンパク質の一次構造が変化することはほとんど無いが、二次以上の高次構造は崩れやすい。約60℃以上になると、周囲に軽く結びつき水和状態をつくる水分子が振動し高次結合部分が解け、細長い状態になる。さらに内部に封じられた疎水部分が露出し、他のポリペプチドの露出部分と引き合い、全体に詰まった状態になる。通常は透明で液状の卵白が、加熱されると白い固形に変化するのはこの原理からである。
また、低温でも変性を起こすが、通常のタンパク質が低温変性を起こす温度は0 ℃以下である。タンパク質の安定性は変性自由エネルギー{\displaystyle \Delta G_{\rm {d}}}で決まる。変性熱容量は室温付近でほぼ一定値であるため、{\displaystyle \Delta G_{\rm {d}}}の温度依存性は上に凸の曲線になる。この曲線と{\displaystyle \Delta G_{\rm {d}}=0}の交点が低温変性と熱変性の温度である。

### 酸変性・アルカリ変性
タンパク質はpHの変化によっても変性する。pHが極端に変化すると、タンパク質の表面や内部の荷電性極性基（Glu、Asp、Lys、Arg、His）の荷電状態が変化する。これによってクーロン相互作用によるストレスがかかり、タンパク質が変性する。

### 圧力変性
タンパク質は圧力変化によって変性することが知られている。通常のタンパク質は常圧 (0.1 MPa) 近傍でもっとも安定であり、数100 MPa程度で変性する。キモトリプシンは例外的であり、100 MPa程度でもっとも安定である。そのため、温度によっては変性状態にあるものが加圧によって巻き戻ることがある。圧力変性は天然状態よりも変性状態の体積が小さいために起こるものであり、ルシャトリエの原理で説明できる。

### 変性剤による変性
尿素やグアニジン塩酸は水素結合によるタンパク質の構造安定性を、結合間に割り込むことで低下させる作用を持つため、その溶液中でタンパク質は変性する。このようにタンパク質を変性させる作用をもつ物質は変性剤と呼ばれる。また通常は変性剤とは呼ばれないが、界面活性剤もタンパク質を変性させる作用がある。

## 生体における機能
タンパク質は生物に固有の物質である。その合成は生きた細胞の中で行われ、合成されたものは生物の構造そのものとなり、あるいは酵素などとして生命現象の発現に利用される。また、類似のタンパク質であっても、生物の種が異なれば一次構造が異なることは普通である。タンパク質はアミノ酸が多数結合した高分子化合物であるが、人工的な高分子のように単純な繰り返しではなく、順番がきっちりと決定されている。これは、そのアミノ酸の種と順番がDNAに暗号で記述されていることによる。遺伝子暗号は往々にしてその形質に関係するタンパク質の設計図であると考えられる（一遺伝子一酵素説）。エンゲルスは「生命はタンパク質の存在様式である」と言ったが、故のないことではない。
タンパク質の生体における機能は多種多様であり、たとえば次のようなものがある。
酵素タンパク質代謝などの化学反応を起こさせる触媒である酵素。細胞内で情報を伝達する多くの役目も担う。
構造タンパク質生体構造を形成するタンパク質：コラーゲン、ケラチンなど
輸送タンパク質何かを運ぶ機能を持つ種類で、酸素を運ぶ赤血球中のヘモグロビンや血液中に存在し脂質を運ぶアルブミン、コレステロールを運ぶアポリポタンパク質などが当たる。
貯蔵タンパク質栄養の貯蔵に関与するタンパク質であり、卵白中のオボアルブミンや細胞中で鉄イオンを貯蔵するフェリチンやヘモシデリンなどである。
収縮タンパク質運動に関与するタンパク質。筋肉を構成する筋原繊維のアクチン、ミオシンなど。細長いフィラメントを構成し、互いが滑りあう事で筋肉の収縮や弛緩を起こす。
防御タンパク質免疫機能に関与する種類であり、抗体とも言われる。B細胞によって作られるグロブリンがこれに当たる。
調節タンパク質DNAのエンハンサーと結合して遺伝発現を調整するタンパク質や、細胞内でカルシウムを使って他のたんぱく質の働きを調整するカルモジュリンなどが当たる。
その他、よく知られたタンパク質に下村脩が発見した蛍光に関わる提灯形状のタンパク質であるGFPやRFPなどがある。特定波長域の励起光を受けると蛍光を発する。一部の生物（オワンクラゲ, スナギンチャクなど）にみられる。
これらのタンパク質が機能を発揮する上で最も重要な過程に、特異的な会合（結合）がある。酵素および抗体はその基質および抗原を特異的に結合することにより機能を発揮する。また構造形成、運動や情報のやりとりもタンパク質分子同士の特異的会合なしには考えられない。この特異的会合は、基本的には二次〜四次構造の形成と同様の原理に基づき、対象分子との間に複数の疎水結合、水素結合、イオン結合が作られ安定化することで実現される。

## 組成
タンパク質は炭素、酸素、窒素、水素（重量比順）を必ず含む。どのようなアミノ酸から構成されているかによって、組成比は多少異なる。しかしながら、生体材料においては窒素の重量比が16 %前後の値をとることが多いため、窒素量Nの6.3倍を粗蛋白量と定義する。
このほか、システイン、シスチン、必須アミノ酸であるメチオニンに由来する硫黄の組成比が高く、さらにリン酸の形でタンパク質に結合されているリンも多い。ジブロモチロシンに由来する臭素、ジヨードチロシン、トリヨードチロシン、チロキシンに由来するヨウ素がわずかに含まれることがある。ヘモグロビンや多くの酵素に含まれる鉄、銅や、一部の酸化還元酵素に含まれるセレン（セレノシステインの形をとる）などもある。

## 人の栄養とタンパク質
この節では、人の栄養におけるタンパク質の役割、健康への効果、注意点などを解説する。
| 品名                 | たんぱく質(g) |
| 和牛                 | -             |
| -------------------- | ------------- |
| リブロース生（焼き） | 9.7 (14.6)    |
| ばら生               | 12.8          |
| もも生（焼き）       | 20.2 (27.7)   |
| 輸入牛肉             | -             |
| リブロース生（焼き） | 20.1 (25)     |
| ばら生（焼き）       | 12.8 (15.9)   |
| もも生（焼き）       | 20 (28)       |
| ビーフジャーキー     | 54.8          |
| 乳類                 | -             |
| 牛乳                 | 3.3           |
| 脱脂粉乳             | 34            |
| プロセスチーズ       | 22.7          |
| パルメザンチーズ     | 44            |
| 豚                   | -             |
| ロース生（焼き）     | 19.3 (26.7)   |
| ばら生（焼き）       | 14.4 (19.6)   |
| もも生（焼き）       | 21.5 (30.2)   |
| 鶏                   | -             |
| むね生（焼き）       | 21.3 (34.7)   |
| もも生（焼き）       | 16.6 (26.3)   |
| ささ身（焼き）       | 23.0 (27.3)   |
| 卵                   | -             |
| 鶏卵（ゆで）         | 12.3 (12.9)   |
| 卵黄（ゆで）         | 16.5 (16.7)   |
| 卵白（ゆで）         | 10.5 (11.3)   |
| 乾燥全卵             | 49.1          |
| 魚類                 | -             |
| うるめいわし生       | 21.3          |
| うるめいわし煮干し   | 64.5          |
| クロマグロ赤身生     | 26.4          |
| さば生（焼き）       | 20.6 (25.2)   |
| まあじ生（焼き）     | 19.7 (25.9)   |
| そうだがつお生       | 25.7          |
| かつお節             | 77.1          |
| 穀類                 | -             |
| だいず乾燥（ゆで）   | 33.8 (14.8)   |
| とうもろこし玄穀     | 8.6           |
| 海藻                 | -             |
| あおのり 素干し      | 29.4          |
| あまのり 焼海苔      | 41.4          |
| 昆虫                 | -             |
| いなご佃煮           | 26.3          |
| コオロギ             | -             |
| コオロギ生           | 20            |
| コオロギパウダー     | 50 - 70       |

### タンパク質の必要量
ヒトの体は15 - 20 %がタンパク質であり、成人の日本人のタンパク質の推定平均必要量（g/kg 体重/日）は、0. 72（g/kg 体重/日）であるとされている。これは、窒素出納実験により測定された良質たんぱく質の窒素平衡維持量をもとに、それを日常食混合たんぱく質の消化率で補正して推定平均必要量を算定している。
タンパク質の推定平均必要量（g/kg 体重/日）＝0. 65（窒素平衡維持量）（g/kg 体重/日）÷ 0. 90（消化率）＝0. 72（g/kg 体重/日）
例えば体重70kgの成人の日本人ならタンパク質の必要量は、50g/日となる。

### 摂取基準
2003年、世界保健機関 (WHO) と国連食糧農業機関 (FAO) は「食事、栄養と生活習慣病の予防」(Diet, Nutrition and the Prevention of Chronic Diseases) を報告している。
| 食物要素   | 食物要素   | 目標（総エネルギーに対する%） |
| ---------- | ---------- | ----------------------------- |
| たんぱく質 | たんぱく質 | 10-15 %                       |

一日のエネルギー必要量は、男性では2660 kcal、女性では1995 kcal であり、タンパク質のエネルギー量は4 kcal/gであり、仮に15 %の値を当てはめると、以下のとおりとなる。
- 男性では、2660 kcal/日 x 0.15 / 4 kcal/g =100 g/日
- 女性では、1995 kcal/日 x 0.15 / 4 kcal/g =75 g/日

### 健康への効果

#### 認知機能保護作用
十分なタンパク質の摂取が認知機能を守る可能性があるとする研究が報告されている。特に、炭水化物よりもタンパク質からのエネルギー摂取割合が高い場合、認知症の発症リスクが低下することが観察されている。例えば、炭水化物由来のカロリーを5%減らし、動物性タンパク質由来のカロリーを5%増やすと認知症リスクが11%低下し、植物性タンパク質の場合は26%低下するという結果が示されている。

#### 植物性タンパク質
2019年に日本人を対象とした大規模コホート研究では、植物性タンパク質の摂取量が多い人ほど全死亡率や心血管疾患死亡率が低い傾向があることが報告された。この研究では、動物性タンパク質を植物性タンパク質に置き換えることで死亡リスクが減少する可能性が指摘されている。
2020年に発表されたハーバード大学とテヘラン大学によるメタアナリシスでは、植物性タンパク質摂取が全死亡率および心血管疾患死亡率の低下と関連することが示された。この研究では、総エネルギー摂取量の3%を動物性タンパク質（例：赤身肉や卵）から植物性タンパク質に置き換えることで、全死亡率が最大10%、男性で24%、女性で21%低下することが観察された。ただし、この結果は観察データに基づいており、因果関係を証明するものではない。

#### 動物性タンパク質
2019年の日本人を対象とした大規模コホート研究では、動物性タンパク質の摂取量と総死亡率や原因別死亡率との明確な関連は認められなかった。女性では赤身肉の摂取量が多いほど脳血管疾患死亡リスクが低下する傾向が報告されているが、男性では摂取基準を超える赤身肉の過剰摂取が心疾患死亡リスクの上昇と関連している可能性が指摘されている。鶏肉の摂取量が多い場合、がん死亡リスクの低下が観察されているが、そのメカニズムは未解明である。

#### 筋肉増量
高齢者の筋肉量維持や転倒予防の観点から、適切なタンパク質摂取が重要であることが示されている。

### 過剰摂取
世界保健機関の2007年報告では、過剰なタンパク質摂取が既存の腎臓疾患を悪化させる可能性が指摘されている。ただし、健康な成人の場合、総摂取カロリーの25%をタンパク質から摂取しても有害性は確認されていないとする研究もある。
2012年のスウェーデン人女性を対象とした前向きコホート研究では、低炭水化物・高タンパク質食が心血管疾患リスクの増加と関連することが報告された。炭水化物摂取量の減少やタンパク質摂取量の増加に伴い、心血管イベントリスクが上昇し、低炭水化物・高タンパク質スコアが高いグループではリスクが1.6倍に達した。ただし、この結果は特定の集団に限定された観察研究によるものであり、因果関係を証明するものではない。
タンパク質過剰摂取による骨密度低下の可能性については、カルシウム代謝への影響が推測されているが、ヒトを対象とした確定的な証拠は不足している。ハーバード大学のウォルター・ウィレット教授は、過剰摂取時の酸中和作用が骨に負荷をかける可能性を指摘している。
65歳以上の男性を対象とした研究では、2.0g/kg体重/日以上の摂取で高窒素血症のリスクが上昇することが報告されており、成人のタンパク質摂取量は2.0g/kg体重/日未満が推奨されている。例えば、体重70kgの成人の場合、タンパク質摂取量の上限は140g/日となり、これは一般的な推奨摂取量（体重1.0 - 1.5g/kg/日）の1.5 - 2倍に相当する。

## タンパク質の定量法
栄養学ではタンパク質全体の量を測定することが重要であり、また生化学で特定のタンパク質を分離精製した際にも、それがどの程度の量であるかを求める必要がある。これらのために一般的なタンパク質の定量分析法が多数開発されている。
精度の高い方法としては、燃焼後に窒素量を測定するデュマ法、硫酸分解後にアンモニア量を測定するケルダール法などがある。
またより簡便な方法としては、紫外可視近赤外分光法、アミド結合（ペプチド結合）の検出を用いたビウレット法、それにフェノール性水酸基等の検出を組み合わせたローリー法、色素との結合を観測するブラッドフォード法などがある。

## タンパク質の栄養価
タンパク質の栄養素としての価値は、それに含まれる必須アミノ酸の構成比率によって優劣がある。これを評価する基準としては、動物実験によって求める生物価とタンパク質正味利用率、化学的に、タンパク質を構成するアミノ酸の比率から算出するプロテインスコア、ケミカルスコア、アミノ酸スコアがある。
化学的に算定する後三者の方法は、算定方法に細かな違いがあるが、最終的には必須アミノ酸各々について標品における含量と標準とされる一覧とを比較し、その中で最も不足しているアミノ酸（これを第一制限アミノ酸という）について、標準との比率を百分率で示すもの。この際、数値のみだけでなく、必ず第一制限アミノ酸の種類を付記することになっている。

### 生物価 (BV)
生物価 (BV) とは、吸収されたタンパク質の窒素量に対して，体に保持された窒素量の比を百分率で示した値のこと。内因性の糞尿への排泄量を補正する。
```
生物価 (BV) ＝ 体内保留窒素量/吸収窒素量×100 (
%
)
```

という式で表される。

### 正味タンパク質利用率 (NPU)
正味タンパク質利用率 (NPU) とは、摂取したタンパク質（窒素）のどれだけの割合が体内でタンパク質（窒素）として保持されたかを示した値のこと。
```
正味タンパク質利用率 (NPU) ＝ 体内保留窒素/摂取窒素×100 ＝ 生物価×消化吸収率 (
%
)
```

という式で表される。

## 特殊なタンパク質
イエローストーン国立公園では、熱水の中で生育する細菌が発見されている。このような高温環境で生きられる生物のタンパク質にはどのような特徴があるか、全貌は解明されておらず、外見上も他のタンパク質と差は認められない。分析の結果、熱に弱いアミノ酸（アスパラギン・システイン・メチオニンなど）の含有量が比較的少なく、逆にプロリンが多く含まれていることが判明した。
逆に低温で機能を失わないタンパク質は不凍タンパク質と呼ばれ、魚類から発見され1969年に単離に成功した。このタンパク質が低温で活動できるメカニズムは、氷晶核が形成されにくい構造を持つためと考えられる。

## 複合タンパク質
タンパク質には、アミノ酸配列のヌクレオチドだけで構成される単純タンパク質と、その外側にアミノ酸以外の装飾をもつ複合タンパク質がある。複合タンパク質が纏う装飾には、主に糖とリン酸がある。
タンパク質が付随させる糖は単糖からなる糖鎖であり、アミノ酸アスパラギンの残基に、N-アセチルグルコサミンとマンノースが繋がったコア構造という土台の先に、分岐も含め多様な構造をつくる。ただし、このようにタンパク質に接続する単糖の種類は9種しか見つかっていない。例えば赤血球の細胞膜をつくるタンパク質に繋がる糖鎖の種類が、ABO式血液型を決定づけている。この糖鎖は、その種類ごとに異なるレクチンという他のタンパク質があり、この組み合わせで情報交換を行う役割を担っている。
アミノ酸のトレオニンやチロシンなどが持つ水酸基残基と結びつくリン酸は、アデノシン三リン酸 (ATP) から供給され、リン酸を放出したATPはアデノシン二リン酸になる。リン酸化はタンパク質の働きを活性化したり、逆に抑制する働きを持つ。ひとつのタンパク質の活性化は次のタンパク質のリン酸化を促し、これが連続することで多岐にわたる情報伝達が行われる。この様子は「リン酸化カスケード」と呼ばれる。

## タンパク質の生体内分解
生体内部のタンパク質は必要な時に作られ、使われ続けるうちに充分な機能を発揮できなくなる。分子シャペロンなどによる修復を受けるが、やがてタンパク質も寿命を迎える。その期間は種類によって異なり、数ヶ月のものから数十秒しか持たないものもあり、それぞれ生体内部で分解される。
その判断が下されるメカニズムは明らかになっていないが、タンパク質の寿命が近づくとリジン残基にユビキチンという非常に小さなタンパク質が付着する。1つだけでは特に変化は起こらないが、次々に結合して4個以上のユビキチン鎖状になると、タンパク質はプロテアソームと呼ばれる筒状構造体の中に導かれ、この中でペプチドにまで分解される。この一連の反応はユビキチン・プロテアソームシステムと呼ばれる。
もうひとつの主要なタンパク質分解機構としてオートファジーがあり、一度に多くのタンパク質が分解されるため、飢餓状態において重要度の低いタンパク質を分解してアミノ酸を補充する場合などに機能する。